# Airbus Helicopters X6
L'Airbus Helicopters X6 és el nom en codi d'un projecte d'helicòpter civil pesant desenvolupat per Airbus Helicopters. Entre altres coses, està previst que substitueixi el Super Puma a l'horitzó 2020.

## Desenvolupament
Es preveu que el desenvolupament duri quatre anys i tingui dues fases distintes. La primera fase, iniciada el 16 juny del 2015, inclou la participació dels clients potencials i durarà dos anys, mentre que la segona fase de desenvolupament tindrà una durada similar.
El gener del 2018 es congelà el desenvolupament del programa sense especificar-ne una data de represa. Els arguments avançats per a aquesta decisió eren, en part, econòmics. La prospecció de petroli al mar del Nord, el principal mercat per a aquests helicòpters pesants està en declivi i el preu del petroli és massa baix per finançar el projecte. A més a més, s'han evocat problemes de subministrament de certes tecnologies.